# Otto II (książę Lüneburga)
Otto II (ur. 1439, zm. 8 lub 9 stycznia 1471 w Celle) – książę Lüneburga od 1464 r. z dynastii Welfów.

## Życiorys
Otto był młodszym synem księcia Lüneburga Fryderyka Pobożnego oraz Magdaleny, córki margrabiego brandenburskiego Fryderyka I. Tron w Lüneburgu objął po śmierci starszego brata Bernarda II, który nie pozostawił synów.
Był żonaty z Anną, córką Jana IV, hrabiego Nassau-Dillenburg. Ze związku tego pochodziło dwóch synów, Henryk (który został następcą ojca po jego śmierci) oraz Wilhelm (zmarł w 1480 r.). Ponieważ synowie byli małymi dziećmi, powierzył opiekę nad nimi stanom księstwa i radzie miasta Lüneburg, te jednak poprosiły o sprawowanie rządów żyjącego jeszcze ojca Ottona, Fryderyka Pobożnego.